# BK Olympic
BK Olympic är en fotbollsförening i Lindängen, Malmö. Klubben grundades den 21 mars 1920. Laget spelar sedan säsongen 2022 i Ettan.

## Historia
När klubben först grundades kallade sig klubben för IF Olympia. Året efter gick fyra gatuföreningar, Stenbockens IF, Andre-, Kornett- och Disponentsgatans IF upp i Olympia. Man bestämde då sig för att göra en ansökan om provisoriskt medlemskap i Skånes Fotbollsförbund.
Klubben bytte namn till BK Olympia, samt att klubbfärgen bestämdes till grön och vit.
Klubben var dock tvungna att göra ännu ett namnbyte 1924. Det fanns redan en klubb som hette Olympia i Stockholm. För att beviljas inträde i Svenska Fotbollförbundet och Riksidrottsförbundet bytte klubben därför namn till BK Olympic.
2022 inledde BK Olympic ett samarbete med Malmö FF.
Säsongen 2024 blev den bästa serieplaceringen i BK Olympics historia. Man slutade på fjärde plats i Sveriges tredje högsta serie, Ettan.

## Arena
Hemmaarena är Lindängens idrottsplats. Planen mäter 110x67 meter. Publikrekordet på 1 480 personer är från 1984 då Malmö FF gästade.

## Spelare

### Spelartruppen
(L) - Inlånad spelare
| Nummer      | Land           | Spelare                      | Födelsedatum      | Kom från        | Moderklubb          |           |
| Målvakter   | Målvakter      | Målvakter                    | Målvakter         | Målvakter       | Målvakter           | Målvakter |
| ----------- | -------------- | ---------------------------- | ----------------- | --------------- | ------------------- | --------- |
| 1           | Sverige        | William Nieroth Lundgren (L) | 13 mars 2006      | Malmö FF        | IF Limhamn Bunkeflo |           |
| 30          | Sverige        | Rasmus Norlander             | 13 mars 2006      | Torns IF        | Kyrkheddinge IF     |           |
| Försvarare  |                |                              |                   |                 |                     |           |
| 2           | Sverige        | Henrik Rossborg              | 27 februari 2001  | IFK Malmö       | GIF Nike            |           |
| 3           | Irak           | Josef Al-Imam                | 27 juli 2004      | Malmö FF        | Malmö FF            |           |
| 5           | Sverige        | Joseph Atie                  | 10 mars 2006      | Helsingborgs IF | BK Olympic          |           |
| 6           | Nigeria        | Francis Dovi                 | 0 december 2006   | Remo Stars      | Nigeria             |           |
| 17          | Sverige        | Martins Egbe                 | 24 juni 2002      | IFK Malmö       | Malmö FF            |           |
| 18          | Ghana          | Banabas Tagoe (L)            | 24 juni 2004      | Malmö FF        | Ghana               |           |
| 22          | Sverige        | Albin Sundgren               | 26 juni 2001      | Norrby IF       | Västra Ingelstad IS |           |
| -           | Sverige        | Denzell Kristiansen          | 14 september 2006 | BK Olympic U    | BK Olympic          |           |
| -           | Sverige        | Gustaf Westström (L)         | 18 januari 2004   | Landskrona BoIS | Bjärreds IF         |           |
| -           | Sverige        | Jack Henrysson               | 7 april 2008      | BK Olympic U    | IF Limhamn Bunkeflo |           |
| -           | Mali           | Karamoko Doumbia             | 6 juni 2006       | Midtjylland     | Mali                |           |
| -           | Sverige        | Mattias Andersson            | 13 mars 1998      | Trelleborgs FF  | IF Limhamn Bunkeflo |           |
| -           | Nordmakedonien | Oliver Saveski               | 23 augusti 2006   | BK Olympic U    | BK Olympic          |           |
| Mittfältare |                |                              |                   |                 |                     |           |
| 7           | Sverige        | Viggo Jeppsson (L)           | 24 mars 2006      | Malmö FF        | GIF Nike            |           |
| 8           | Nordmakedonien | Adrian Zendelovski           | 6 juni 2005       | Skövde AIK      | Malmö FF            |           |
| 9           | Sverige        | Emil Persson                 | 19 mars 2004      | Torns IF        | Klågerups GIF       |           |
| 10          | Sverige        | Amir Ayari                   | 2 september 2001  | Torns IF        | BK Olympic          |           |
| 11          | Sverige        | Mergim Laci                  | 2 april 1998      | Nordic United   | Getinge IF          |           |
| 19          | Sverige        | August Sandström             | 15 april 2002     | Lunds BK        | Malmö FF            |           |
| 23          | Nigeria        | Eric Fidelis Ologe           | 3 maj 2005        | Imperial        | Nigeria             |           |
| 26          | Sverige        | August Karlin                | 9 juni 2003       | Lillestrøm      | Kyrkheddinge IF     |           |
| 28          | Danmark        | Anthony Djebou               | 11 februari 2001  | Frem            | Kastrup             |           |
| -           | Sverige        | Anton Höög (L)               | 19 mars 2007      | Malmö FF        | Bjärreds IF         |           |
| -           | Sverige        | Mubaarak Nuh (L)             | 28 april 2002     | Malmö FF        | FC Växjö            |           |
| -           | Sverige        | Totte Holmkvist              | 14 oktober 2002   | FC Rosengård    | Maglasäte IF        |           |
| Anfallare   |                |                              |                   |                 |                     |           |
| 21          | Sverige        | Filston Mawana               | 21 mars 2000      | Husqvarna FF    | Malmö FF            |           |
| -           | Sverige        | Alexandru Ghita (L)          | 2 februari 2006   | Malmö FF        | BK Olympic          |           |
| -           | Sverige        | Jesper Dickman               | 10 april 2001     | Trelleborgs FF  | Åkarps IF           |           |
| -           | Senegal        | Sow Oumar                    | 0 december 2006   | Senegal         | Senegal             |           |
| -           | Sverige        | Tarik Fetahovic              | 23 juni 2005      | BK Olympic U    | Kulladals FF        |           |